# Oryzomys galapagoensis
Aegialomys galapagoensis là một loài động vật có vú trong họ Cricetidae, bộ Gặm nhấm. Loài này được Waterhouse mô tả năm 1839.

## Hình ảnh

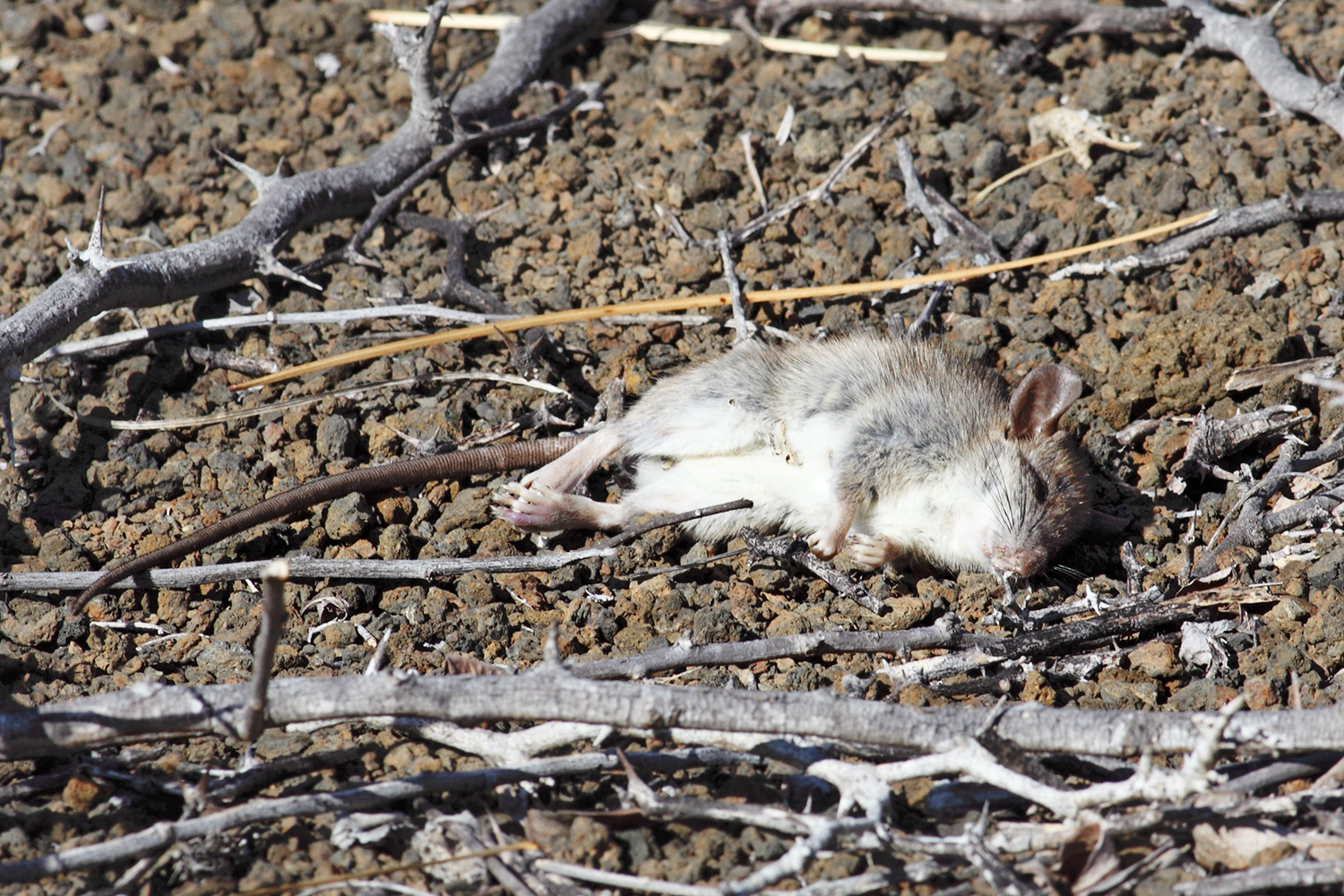